# Valdeir Vieira
Valdeir Vieira (sinh ngày 11 tháng 7 năm 1944) là một cựu cầu thủ và huấn luyện viên bóng đá người Brasil. Ông từng dẫn dắt Đội tuyển bóng đá quốc gia Costa Rica (1996-1997), Iran (1997), Oman (1998-1999).